# Principiile termodinamicii
| Principiile termodinamicii              |
| --------------------------------------- |
| Principiul zero al termodinamicii       |
| • Stabilirea echilibrului termodinamic  |
| • Tranzitivitatea echilibrului termic   |
| Principiul întâi al termodinamicii      |
| Principiul al doilea al termodinamicii  |
| Principiul al treilea al termodinamicii |
| modifică                                |

Principiile termodinamicii sunt generalizări și abstractizări ale unor fapte experimentale; ele formează baza teoretică a termodinamicii.
- Principiul zero al termodinamicii are, la autori diferiți și în contexte diferite, conținuturi diferite; anume, el se poate referi la unul sau la altul dintre următoarele două aspecte ale stărilor de echilibru ale unui sistem termodinamic:

- stabilirea echilibrului termodinamic, sau
- tranzitivitatea echilibrului termic.

- Principiul întâi al termodinamicii stabilește echivalența dintre lucru mecanic și cantitate de căldură, ca forme ale schimbului de energie între un sistem și lumea înconjurătoare. Una din consecințele sale este existența unei funcții de stare numită energie internă.

- Principiul al doilea al termodinamcii susține, într-o formulare primară, imposibilitatea existenței unei mașini termice care, primind o cantitate de căldură de la o singură sursă, să producă lucrul mecanic echivalent. Una din consecințele sale este existența unei funcții de stare numită entropie.

- Principiul al treilea al termodinamicii afirmă că, atunci când temperatura tinde către zero absolut, entropia oricărui sistem tinde către zero. El nu rezultă din abstractizarea directă a unor fapte experimentale, ci este extinderea unor consecințe ale  principiilor precedente.